# Mario Kliesch
Mario Kliesch (22 de agosto de 1963) es un deportista de la RDA que compitió en remo. Ganó tres medallas en el Campeonato Mundial de Remo entre los años 1986 y 1989.

## Palmarés internacional
| Campeonato Mundial | Campeonato Mundial       | Campeonato Mundial | Campeonato Mundial |
| Año                | Lugar                    | Medalla            | Prueba             |
| ------------------ | ------------------------ | ------------------ | ------------------ |
| 1986               | Nottingham (Reino Unido) | Medalla de bronce  | Dos sin timonel    |
| 1987               | Copenhague (Dinamarca)   | Medalla de plata   | Ocho con timonel   |
| 1989               | Bled (Yugoslavia)        | Medalla de plata   | Ocho con timonel   |